# شيمس كولمان

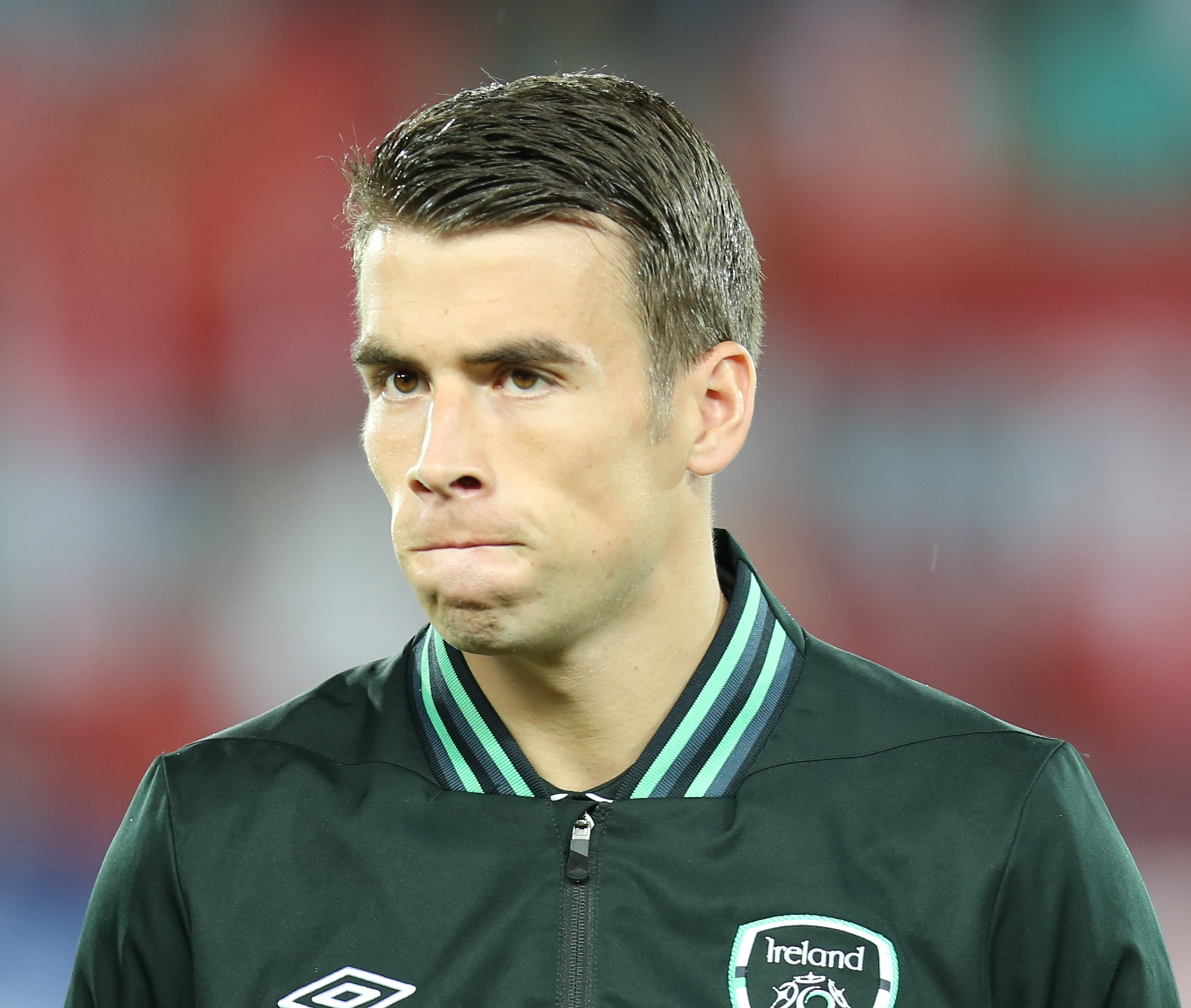

شيمس كولمان (بالإنجليزية: Séamus Coleman)‏ (مواليد 11 أكتوبر 1988 في دونيجال، جمهورية أيرلندا) لاعب كرة قدم أيرلندي يلعب حاليا لصالح نادي إيفرتون في الدوري الإنجليزي الممتاز منذ 2009 ومنتخب جمهورية أيرلندا لكرة القدم في مركز الظهير الأيمن.

## روابط خارجية
- شيمس كولمان على موقع الاتحاد الدولي (مؤرشف)  (الإنجليزية)
- شيمس كولمان على موقع الاتحاد الأوربي (الإنجليزية)
- شيمس كولمان على موقع إي إس بي إن إف سي (الإنجليزية)
- شيمس كولمان على موقع قاعدة بيانات كرة القدم.إي يو (الإنجليزية)
- شيمس كولمان على موقع ليكيب (الفرنسية)
- شيمس كولمان على موقع ناشيونال فوتبول تيمز (الإنجليزية)
- شيمس كولمان على موقع Soccerbase.com (لاعب) (الإنجليزية)
- شيمس كولمان على موقع Soccerway.com (الإنجليزية)
- شيمس كولمان على موقع عالم كرة القدم.نت (الإنجليزية)
- شيمس كولمان على موقع AS.com (الإسبانية)